# Australian Securities Exchange
El Australian Securities Exchange o en español conocido como el Mercado de Valores de Australia (ASX) es la principal bolsa de valores en Australia. La Bolsa de Valores empezó como una bolsa estatal separada establecida a principios de 1861. Hoy en día el comercio es totalmente electrónico y la bolsa es una empresa pública, cotizada en sí misma.
El Mercado de Valores Australiano como es conocido ahora, resultó de la fusión de la Bolsa de Valores Australiana y la Bolsa de Valores de Sídney en diciembre de 2006.